# 程文輝
程文輝，MBE（1936年—2011年5月19日）香港社會福利署第一位失明社會工作者，熱心助人，被譽「中國海倫凱勒」或「東方海倫凱勒」。

## 生平
程文輝生於廣州，原籍廣東省中山市，6個月大的時候雙目失明。5歲時隨父母定居香港。家傭「和姐」養育她成人。1954年拔萃女書院畢業後取得獎學金往美國波士頓、得州升讀大專院校。1960年回港成為社署社工。1975年獲授大英帝國員佐勳章、獲選為香港十大傑青。1992年獲香港大學社會科學名譽博士學位。1997年獲香港浸會大學榮譽法學博士學位。她的自傳《失明給我的挑戰》（其後改名為《伴我同行》），曾被改編為舞台劇、電影、電視劇。2011年5月19日在美國洛杉磯逝世，享年75歲。而和姐早於1995年因癌症逝世。

## 著作
- 《伴我同行》（原名《失明給我的挑戰》）
- 《伴我同行．續集》

## 外部連結
- 程文輝追思禮拜 失明人士不用眼，用心（页面存档备份，存于）
- 程文輝簡歷